# Константин II Асень
Константин II Асень (болг. Константин II Асен) — последний царь Видина, и последний болгарский правитель Второго болгарского царства в целом. Иногда именуется как Константин II.

## Споры относительно Константина II

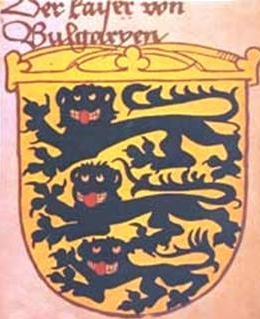
Герб болгарского императора, сборник Грюнеберга, 1483 год

Константина II часто не включают в список болгарских царей. Однако известно, что он был провозглашён Болгарским царём и признавался в этом качестве рядом государств. В болгарской историографии долгое время был спор о том, надо ли признавать Константина II как царя. Во время коммунистического правления последним болгарским царем объявляли Ивана Срацимира, отца Константина II. Однако ввиду серьёзных зарубежных исторических источников, утверждающих, что Константин II контролировал часть территории Видинского царства, такая позиция потеряла актуальность и на сегодняшний день последним болгарским царем принято считать Константина II.

## Происхождение Константина II
Константин II является сыном болгарского царя Ивана Срацимира и Анны, дочери валашского князя Николая I Александру, а также племянником царя Ивана Шишмана и внуком царя Иван-Александра. Он является последним царём из династии Шишманов. Константин был коронован своим отцом в качестве соправителя в 1395 (или чуть раньше).

## Правление

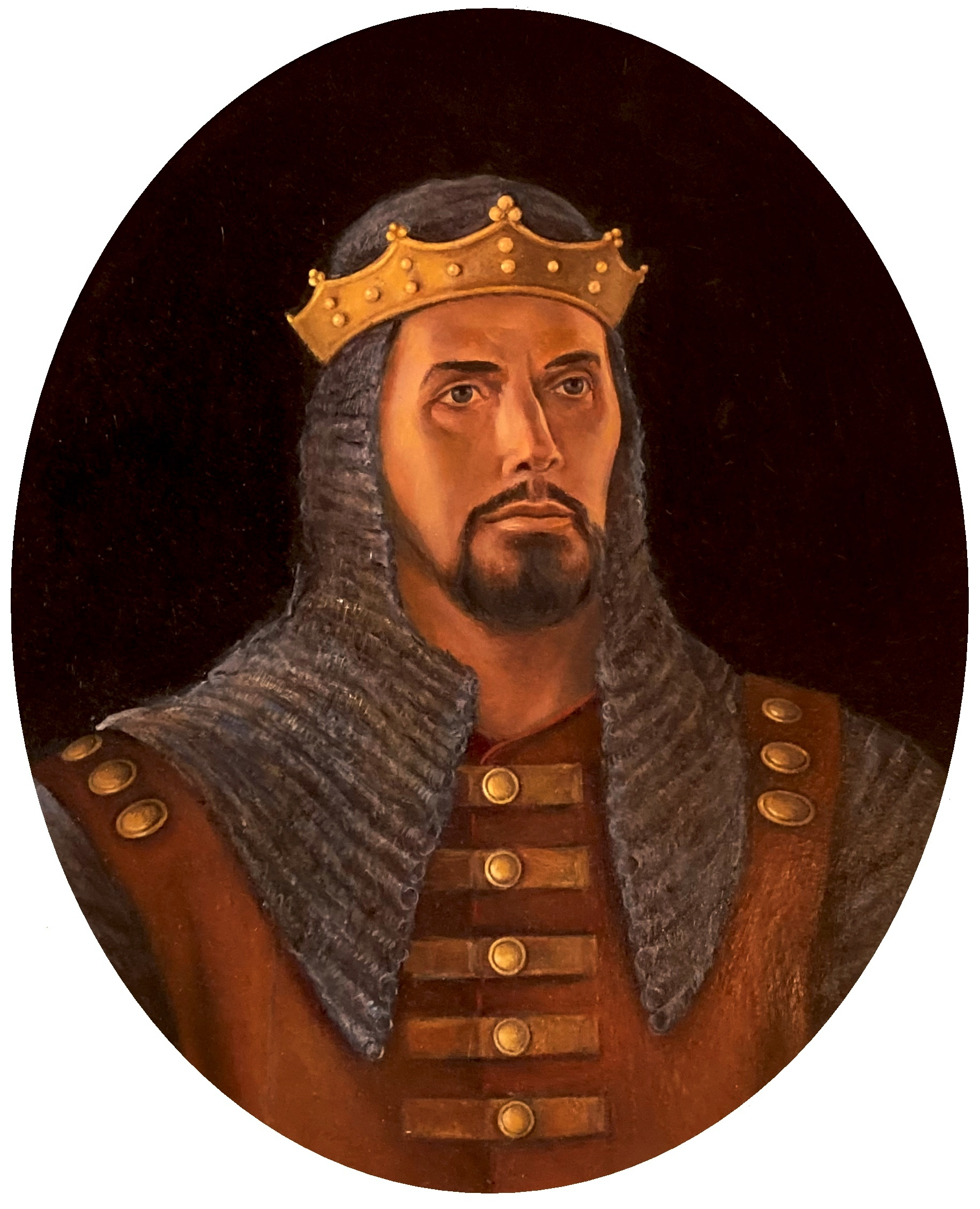
Портрет Константина II Асеня. Анонимный художник XIX века. Софийская картинная галерея

Во время своего правления Константин II был вассалом турецких султанов, однако подобно предыдущим болгарским правителям его политика была нелояльной к Османской империи. Не наученный горьким опытом своих предшественников, Константин II продолжает острую политику, основанную на конфронтации и несоблюдении вассальных обязанностей.
Константин II правил Видинским царством (или, по крайней мере, его частью). Столицей Константина II оставался город Видин. За время своего правления Константин II вел весьма энергичную политику и принимал то одну, то другую сторону, становился то турецким, то венгерским вассалом, участвовал в спорах между кандидатами на турецкий престол и затеял восстание против Османской империи. Несмотря на такое поведение, он был популярен среди своих соседей и пользовался уважением.
Первые упоминания после событий 1396 года содержатся в хронографиях Дубровницкой республики. При решении «Большого совета Республики» 28 ноября 1398 года принято решение продолжить полномочия послов:
в странах Славония, Босния, Срем и Болгария.
В сведениях от 23 марта 1411 года сообщается о смерти торговца из Дубровницкой республики, умершего в :
Болгарской стране.
В 1404 году венгерский король Сигизмунд отправил письмо бургундскому герцогу Филиппу в котором описывал воюющих венгерских вассалов против Османской империи :
"Господин Остоя, король  Боснии (...), знатный господин Стефан, деспот и дук Рашки (Сербии), известный Константин, прославленный император Болгарии, и Мирчо, воевода трансалпинской Влахии (...). Последние двое тоже вернулись в лоно Нашего Величества, под нашим подчинением, много раз нападали смело на греческие области и другие области, которыми до сих пор владеют турки; выиграли триумфальную победу над врагами и славу для самих себя..."
Из этого документа становится ясным, что Константин II остается царем Болгарии, царский титул равен императорскому, потому в письме его называют императором. Ввиду кризиса Османской империи после поражения от Тамерлана Константин II быстро меняет позицию и становится венгерским вассалом. Тем временем в Османской империи идет междоусобная война за престол между сыновьями Баязида I. Из этого документа не становится ясным, о каких победах Константина II идет речь.
В «Житии Стефана Лазаревича» болгарский эмигрант в Сербии, известный книжник Константин Костенечки сообщает, что
...болгарские города отступили с сыновьями болгарских царей"
Данное событие относится к 1408 г. и считается началом освободительного восстания Константина и Фружина. Константин II решил помочь своему двоюродному брату Фружину в попытке освободить другие части Болгарского царства. На это один из кандидатов на престол Сулейман ответил, взяв крепость Темско, находившуюся, вероятно, во власти Фружина. Но ввиду того, что военные действия не продолжились, историки предполагают, что Константин II снова объявил себя турецким вассалом. Подождав немного для сбора сил и оценки ситуации на Балканах, Константин II снова идет на конфронтацию с турками.
В 1413 году кандидат на турецкий престол Муса нападает на Болгарское царство и по сведениям сербского и анонимного османского источника берет Видин и выселяет болгар.
Однако поражение не останавливает Константина II и он на этот раз принимает выигрышную сторону будущего султана Мехмеда I. В решающих сражениях против Мусы Мехмед I побеждает и возвращает на престол Константина II, а также объявляет о мире со всеми своими соседями и помощниками в конфликте за престол.
В византийской летописи Псевдо-Сфранциса сказано:
на стороне Мехмеда I против Мусы сражаются войска владетелей Сербии, Болгарии и василевса.
Василевсом называют византийского императора. Византийский историк Дука пишет, что после победы Мехмед I принял послов своих союзников:
Султан принял с радостью послов Сербии, Влахии, Болгарии, дука Янины, деспота Лакедемонии, князя Ахеи. Он пригласил их на трапезу, поднял тост и проводил их словами: "Скажите вашим государям, что я всем даю мир и принимаю мир..."
На этом закончилось «неуспешное» восстание Константина II и он вновь встал на престол своего царства. Дальнейшее правление характеризуется противоречивыми мнениями историков.

## Смерть Константина II
Константин II Асень умирает 17 сентября 1422 года в Белграде. Его смерть упомянута 4 источниками: Константином Костенечким, русским хронографом, сербской Браничевской летописью и в рукописи № 125 документов Хилендарского монастыря. В последних 2 документах Константин II назван «императором болгар» и «царем болгарским» соответственно.
Считается, что примерно после его смерти Болгарское царство окончательно покорено турками. После смерти Мехмеда I в 1421 году новый султан начинает вести экспансионистскую политику и, вероятно, вскоре после смерти Константина II окончательно покоряет Видинское царство.